# جائزة إيطاليا الكبرى 1986
جائزة إيطاليا الكبرى 1986 هو سباق فورمولا 1 أقيم بتاريخ 7 سبتمبر 1986 في حلبة مونزا. كان الثالث عشر من أصل 16 في بطولة العالم لسباقات الفورمولا واحد موسم 1986. حلّ البرازيلي نيلسون بيكيه أولا بينما جاء البريطاني نايجل مانسيل في المركز الثاني وحصل على المركز الثالث السويدي ستيفان يوهانسون.